# خشب العزيزي
الخشب العزيزي (بالإنجليزية: Pitch Pine)‏ من فئة الاخشاب الصنوبرية مثله مثل الخشب الموسكى والبلوط إلا أن سعره أعلى من الخشب الموسكى بكتير وذلك لما لتشكيلاته من روعه وانه خالى من العقد كالتي يتميز بها الخشب الموسكى
ولونه يميل إلى الأبيض أو أبيض مصفر قليلا وبعض من أنواعه يميل لونها إلى اللون البني
وما يميزه أيضا في قشرته ان قشرته إذا وضعت امام الضوء فإنها تنير إناره ذاتيه قد لا يلاحظها الكثيرين
ويستخدم الخشب العزيزى في صناعة الأبواب وشبابيك غرف السونا حيث أنه مقاوم جيد للعوامل الجوية من برد وحر ومطر

## التوزيع والمسكن
تم العثور على خشب الصنوبر بشكل رئيسي في المناطق الجنوبية من شمال شرق الولايات المتحدة، من الساحل مين وأوهايو إلى كنتاكي وشمال جورجيا. يوجد عدد قليل من المدرجات في جنوب كيبيك وأونتاريو، معظمها في جيوب على طول نهر سانت لورانس. تعرف باسم الأنواع الرائدة وغالبًا ما تكون أول شجرة تزرع موقعًا بعد إزالته. إنه نوع نباتي يعيش في ظروف قاسية، ولكن في معظم الحالات يتم استبداله بالبلوط والأخشاب الصلبة الأخرى. يحتل هذا الصنوبر مجموعة متنوعة من الموائل، من المرتفعات الرملية الجافة الحمضية إلى الأراضي المنخفضة المستنقعية ، ويمكن أن يعيش في ظروف سيئة للغاية. إنها الشجرة الأساسية لنيوجيرسي باين بارينز.

## معرض صور

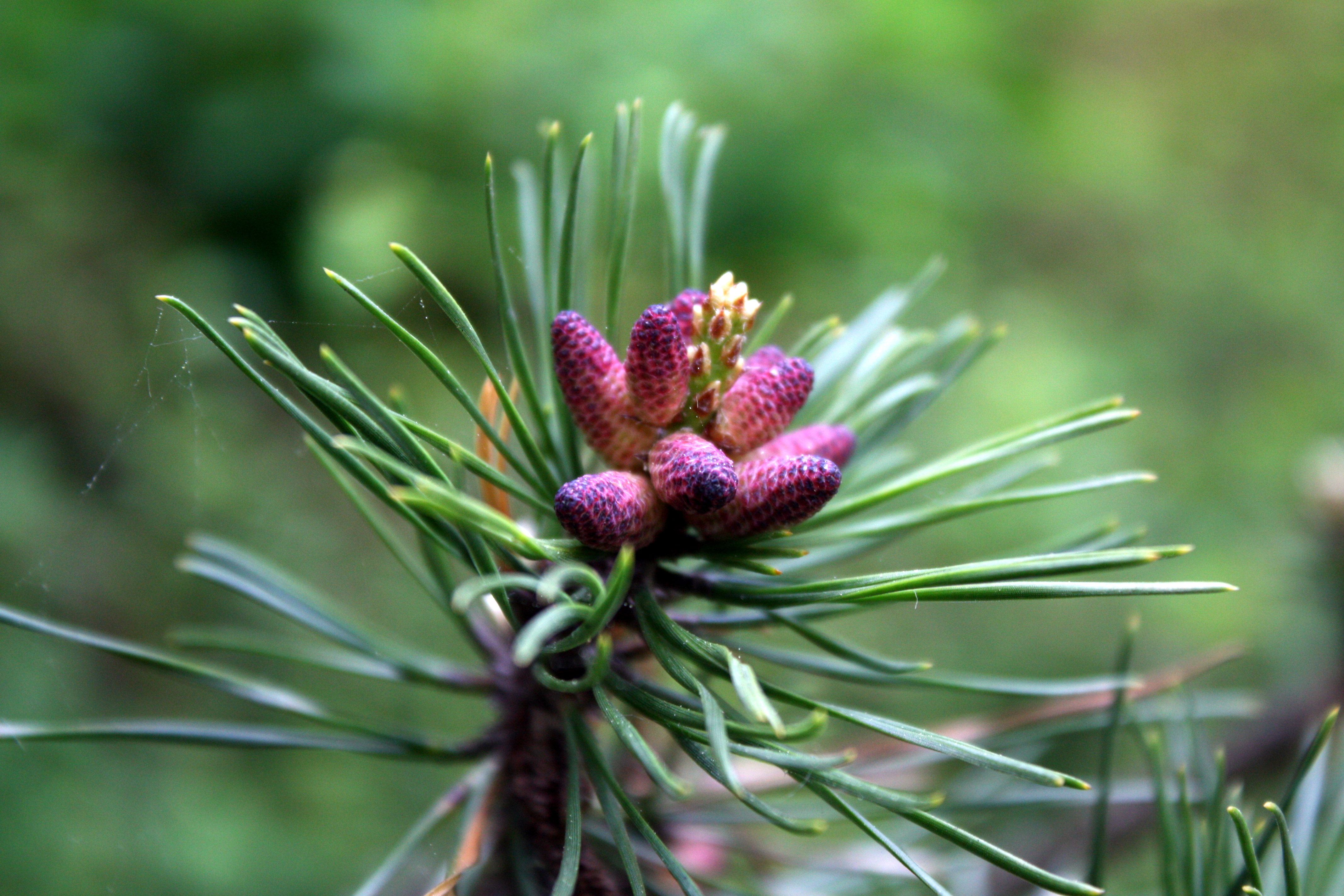
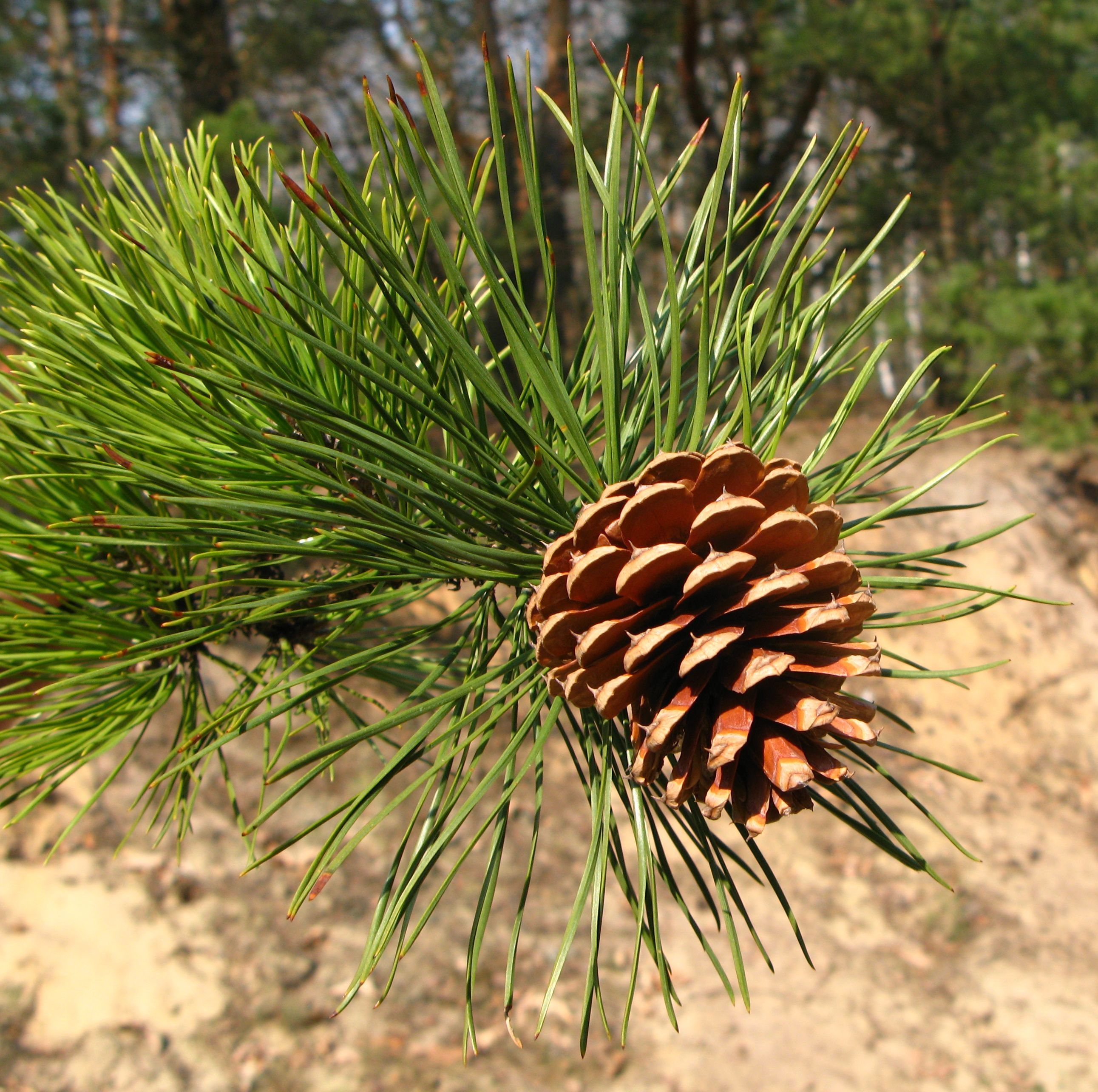
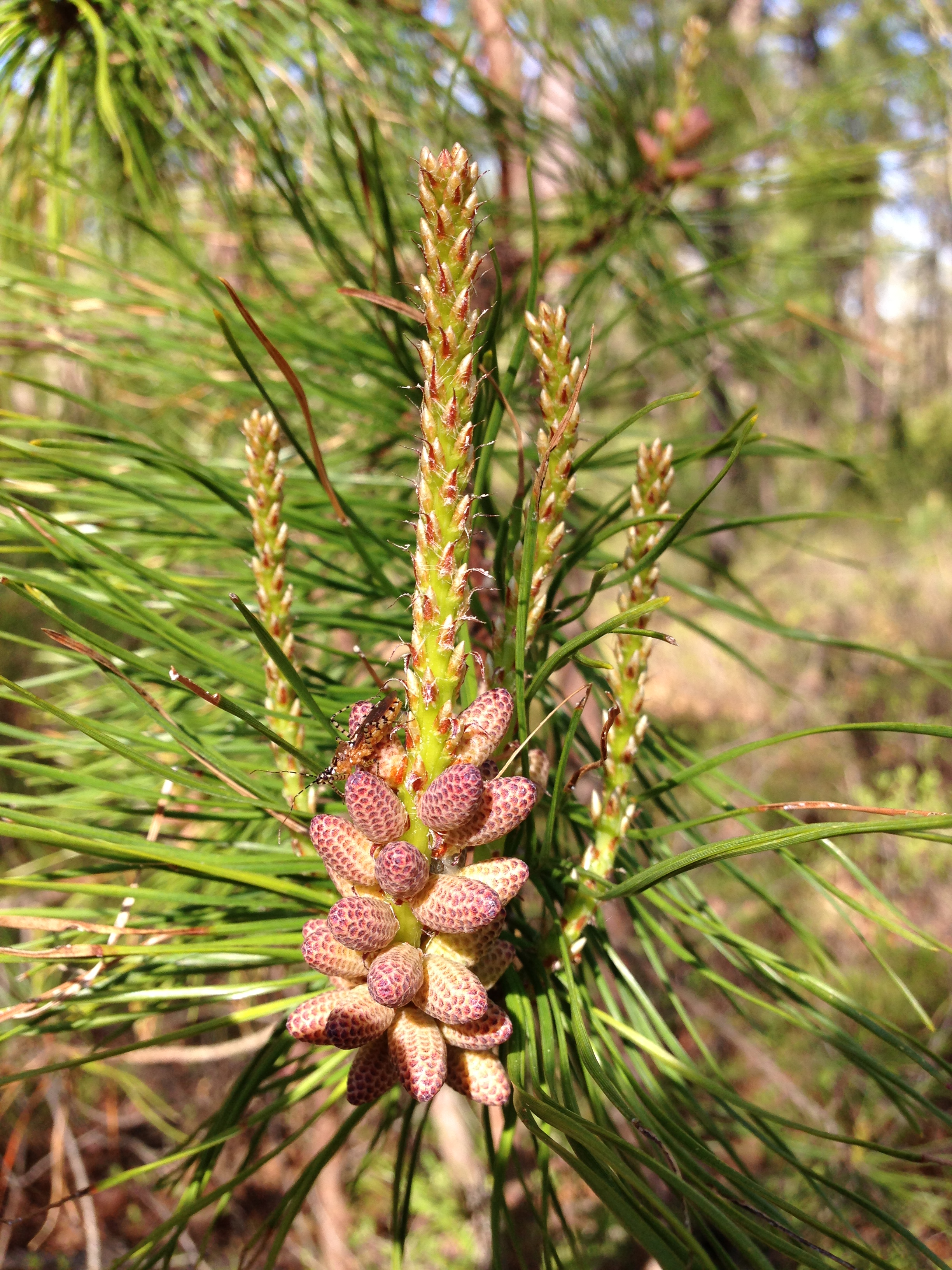